# Dàrdans (Il·líria)
Els dàrdans (grec antic: Δάρδανοι, Δαρδάνιοι o Δαρδανεῖς) eren un poble del sud-oest de Mèsia i part de la Il·líria que donaren nom a la regió de la Dardània, corresponent si fa no fa amb l'actual Kosovo. Segons els antics, eren culturalment semblants als tracis i als il·liris, i n'eren considerats una barreja, possibilitat refermada pels noms que comparteixen aquestes tribus. Hi ha historiadors que afirmen que es relacionen amb el poble celta, extrem no demostrat. Els antics també els consideraven emparentats amb els dàrdans de la Tròada, pobladors de la Dardània, un poble molt present en els relats mítics del cicle de la guerra de Troia i considerats molt pròxims als troians.
Segons Estrabó, eren salvatges i vivien en coves i sota els turons, però eren molt afeccionats a la música. Bardil·lis va ser el rei que els unificà al segle iv aC. Van amenaçar el Regne de Macedònia i posteriorment el domini romà fins que van ser conquerits per l'exèrcit romà al segle i aC. Van entrar aleshores a formar part de la província de la Dardània romanitzada, una divisió que l'Imperi Romà d'Orient va mantenir.

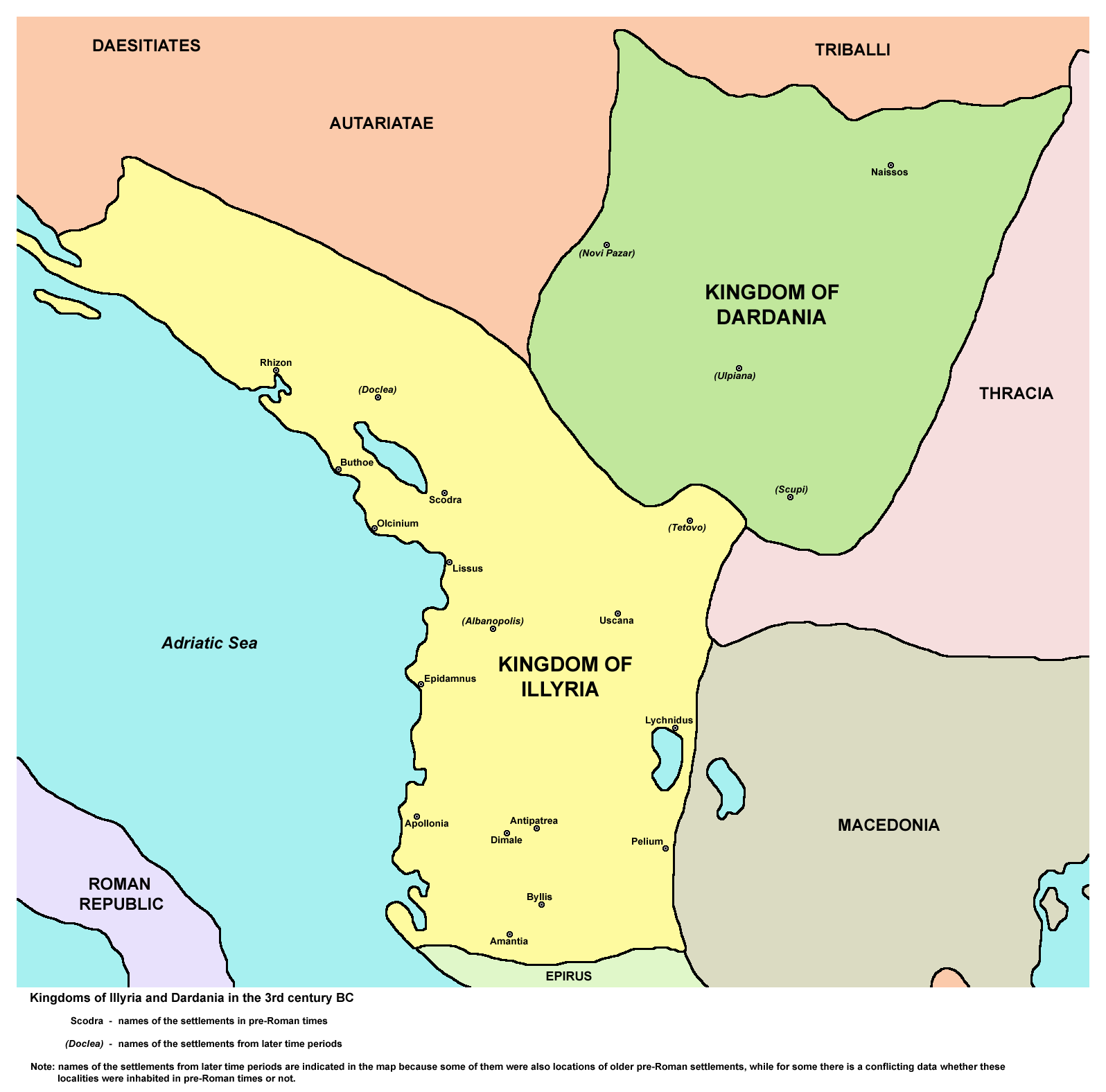
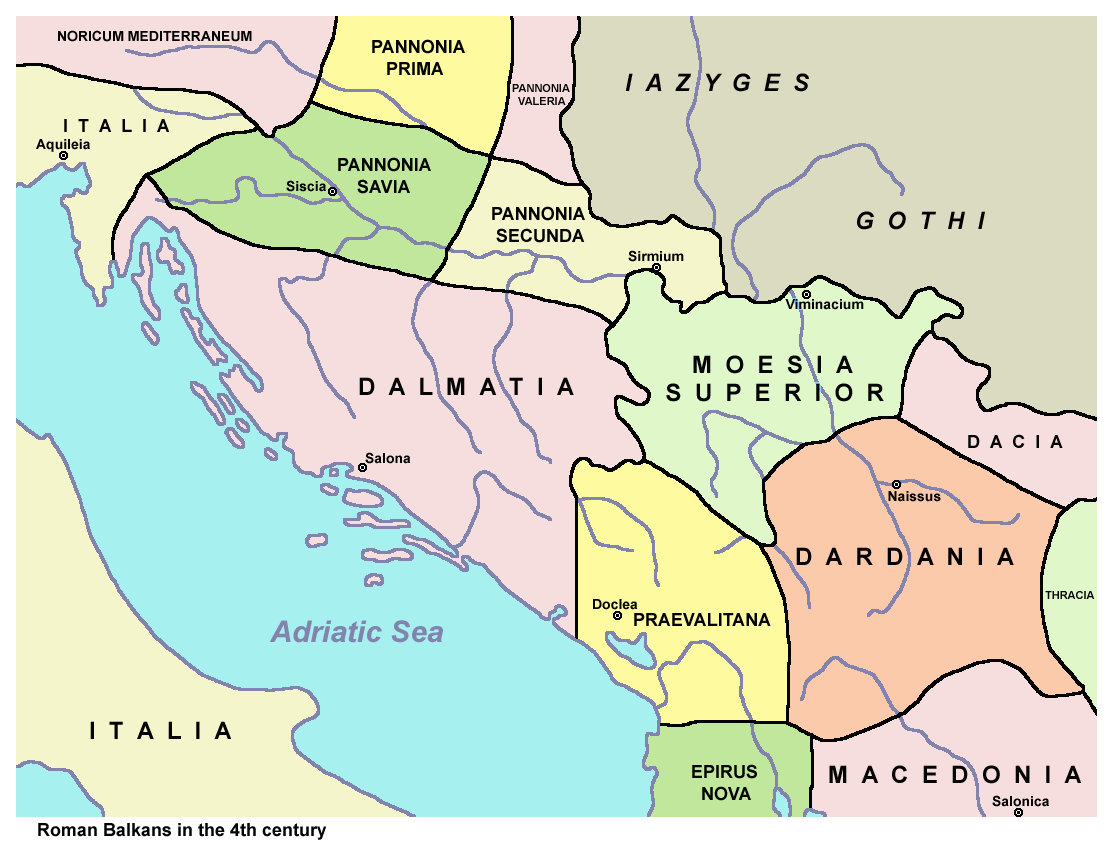
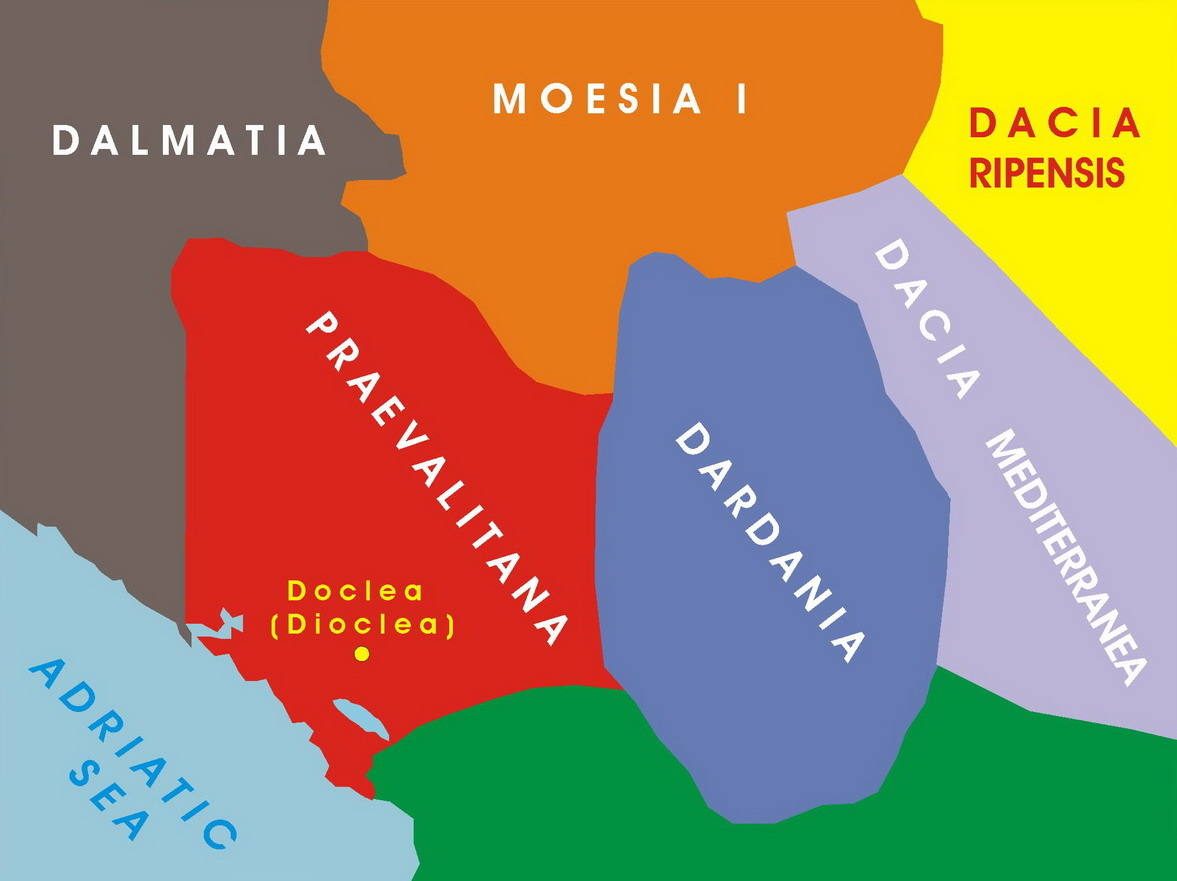
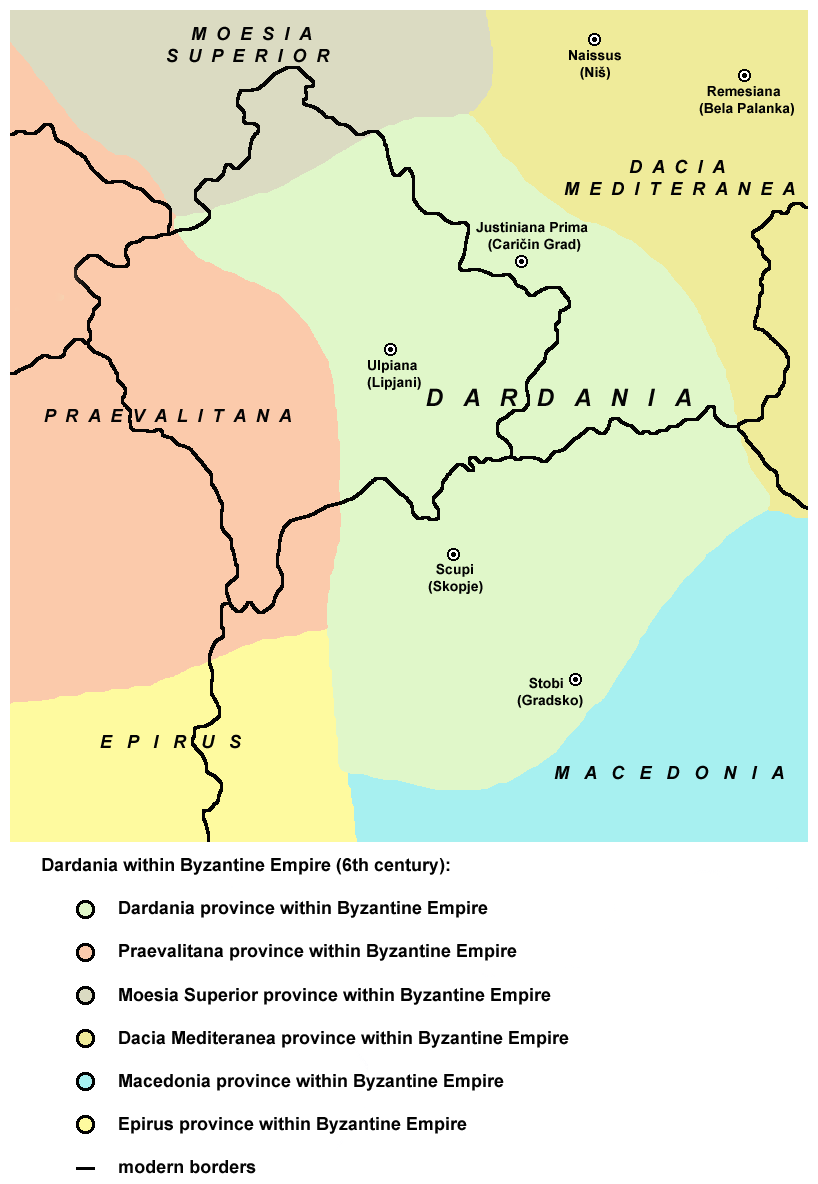